# Zoey Holloway
Zoey Holloway, née le 27 novembre 1966 à Los Angeles, est une actrice américaine de films pornographiques.

## Biographie
Elle tourne aussi bien des scènes lesbiennes que des scènes hétérosexuelles.
Elle tourne aussi des scènes de JOI (Jerk Off Instruction) en POV.

## Filmographie sélective
Le nom du film est suivi du nom de ses partenaires lors des scènes pornographiques.
- 2009 : MILFs Lovin' MILFs 3 avec Diana Prince
- 2009 : Cougars Crave Young Kittens 2 avec Ashlyn Rae
- 2010 : Lip Service avec Raylene
- 2010 : Lesbian Adventures: Strap-On Specialists 2 avec Kat Skills
- 2010 : Her First Older Woman 10 avec Victoria Lawson
- 2010 : Girls Kissing Girls 6 avec Elexis Monroe
- 2011 : Women Seeking Women 69 avec Brenda James
- 2011 : Women Seeking Women 76 avec India Summer
- 2011 : Mother-Daughter Exchange Club 19 avec Darcy Tyler
- 2011 : Mother-Daughter Exchange Club 21 avec Shyla Jennings
- 2011 : Girls in White 2011 1 avec Ella Milano
- 2011 : Girls in White 2011 3 avec Hayden Winters
- 2011 : Cherry 2 avec Missy Martinez
- 2012 : Women Seeking Women 83 avec Randee Reed
- 2012 : Road Queen 22 avec Angie Noir
- 2012 : Mother-Daughter Exchange Club 23 avec Jessi Palmer
- 2012 : Lesbian Seductions - Older/Younger 42 avec Christie Nelson (scène 2) ; avec Keira Kelly (scène 4)
- 2012 : Lesbian Seductions - Older/Younger 43 avec Taylor Vixen
- 2012 : Girls Kissing Girls 10 avec Veronica Avluv
- 2013 : Women Seeking Women 91 avec Maddy O'Reilly
- 2013 : Women Seeking Women 100 avec Ariella Ferrera et India Summer (scène 2)
- 2013 : Mother-Daughter Exchange Club 27 avec Kelly Surfer
- 2013 : Lesbian Seductions - Older/Younger 45 avec Natalia Starr
- 2013 : Cheer Squad Sleepovers 4 avec Shyla Jennings
- 2014 : Women Seeking Women 101 avec Jelena Jensen
- 2014 : Mother-Daughter Exchange Club 32 avec Adriana Chechik
- 2016 : Lesbian Seductions - Older/Younger 53 avec Lily Carter
- 2016 : Lesbian Seductions - Older/Younger 55 avec Prinzzess
- 2016 : Women Seeking Women 131 avec Shyla Jennings
- 2017 : Milfs Loving the Pussy avec Cassie Laine et Tanya Tate
- 2018 : Zoey Holloway and Her Girlfriends (compilation)

## Récompenses et nominations
- Gagnante à l'AVN Award 2012 – Best All-Girl Group Scene – Cherry 2 (avec Missy Martinez, Diamond Foxxx et Brooklyn Lee)[1]
- Nommée à l'AVN Award 2012 – Best All-Girl Group Scene – Rezervoir Doggs: An Exquisite Films Parody (avec Amber Rayne et Tara Lynn Foxx)
- Nommée à l'AVN Award 2012 – MILF/Cougar Performer of the Year
- Nommée au XBIZ Award 2012 – MILF Performer of the Year
- Nommée à l'AVN Award 2011 – Best All-Girl Group Sex Scene – An Orgy of Exes (avec Lily Cade, Briana Blair, Misti Dawn, India Summer, Cadence St. John et Jamey Janes)